# Ludovic Pavoni
Pour les articles homonymes, voir Pavoni.
Ludovic Pavoni (Brescia, 11 septembre 1784 - Rodengo-Saiano, 1er avril 1849) est un prêtre italien, fondateur des Fils de Marie Immaculée. Il est connu pour avoir été un des pionniers dans le patronage et les écoles professionnelles. Il est reconnu et vénéré comme saint par l'Église catholique.

## Biographie
Il naît à Brescia dans une famille de la noblesse locale qui lui donne une éducation variée. Doté d'une grande intelligence, il fait de bonnes études et s'adonne à de nombreuses activités : peinture, chasse, équitation et mécanique. Ordonné prêtre en 1807, il fonde une œuvre qu'il nomme oratoire, destinée à mieux encadrer les jeunes garçons pauvres pendant la journée en proposant diverses activités, créant ainsi un patronage avant l'heure .
En 1812, Mgr Nava le prend comme secrétaire mais le laisse continuer l'œuvre à l'oratoire qui prend de l'ampleur. En 1818, il est nommé chanoine de la cathédrale et recteur de l'église saint Barnabé. En 1821, il crée un collège d'enseignement, l'institut saint Barnabé, pour les jeunes garçons pauvres et abandonnés avec un système d' apprentissage alternant cours et travail en atelier, préfigurant les premières écoles professionnelles. 

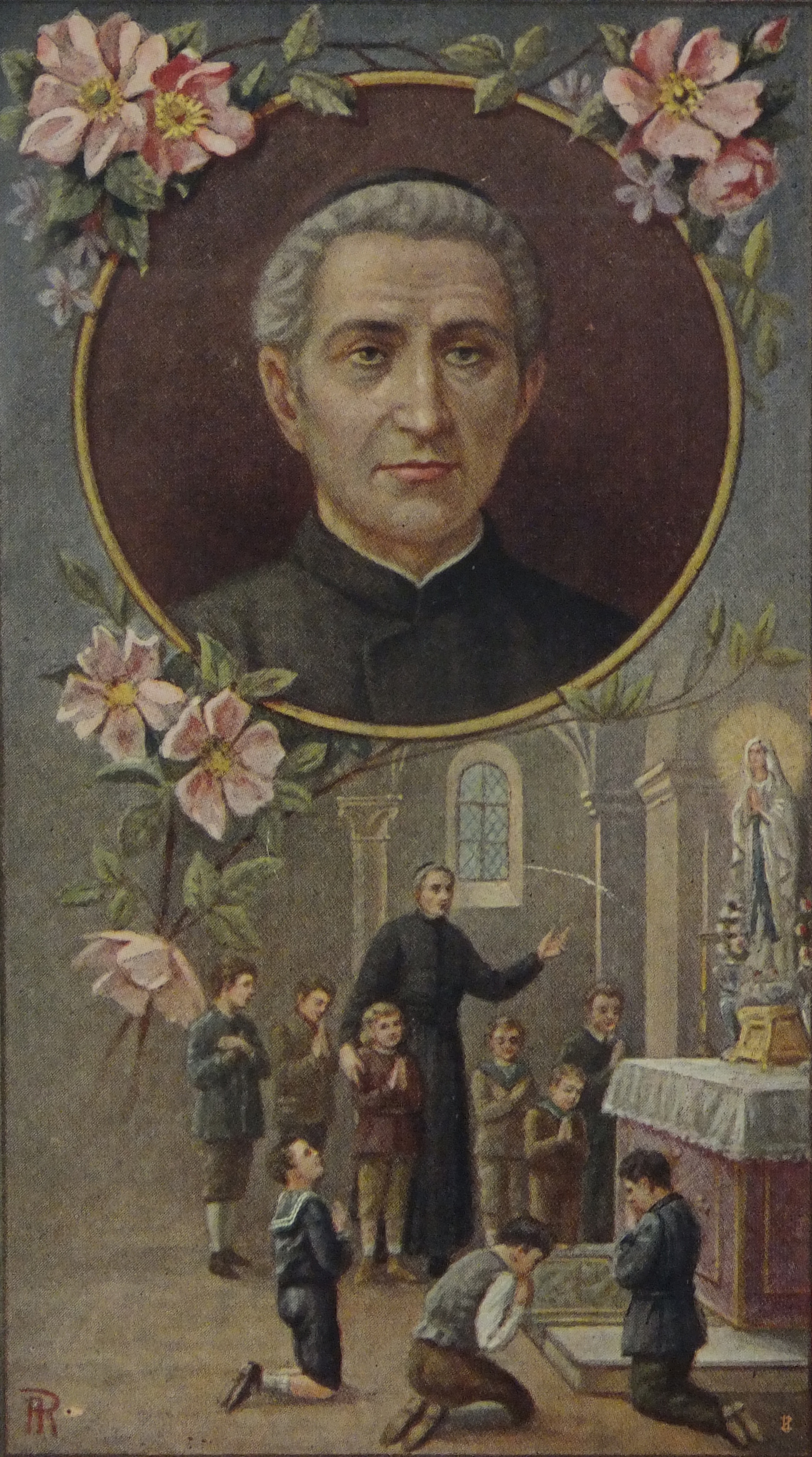
Image pieuse représentant St Ludovic Pavoni.

Les élèves sont orientés en majorité vers les métiers de l'édition, la typographie, la chalcographie, la reliure. D'autres métiers suivent et ainsi se forment des menuisiers, des tourneurs, des cordonniers. Une école d'apprentissage des métiers agricoles voit le jour à Rodengo-Saiano en 1841 et la même année l'institut saint Barnabé accueille une section spéciale pour les sourds et muets.
Le 3 juin 1844, il est fait chevalier de l'ordre de la Couronne de fer. Pour répondre aux besoins grandissant du collège et des ateliers, il fonde en 1847, la congrégation des fils de Marie Immaculée, institut composé de prêtres destinés à la direction spirituelle et administrative et de religieux laïcs chargés de la formation des jeunes. Pour se consacrer entièrement à son œuvre, il démissionne du chapitre de la cathédrale et fait profession perpétuelle dans sa congrégation le 8 décembre 1847.
Il meurt en 1849 durant les dix jours de Brescia.

## Béatification et canonisation

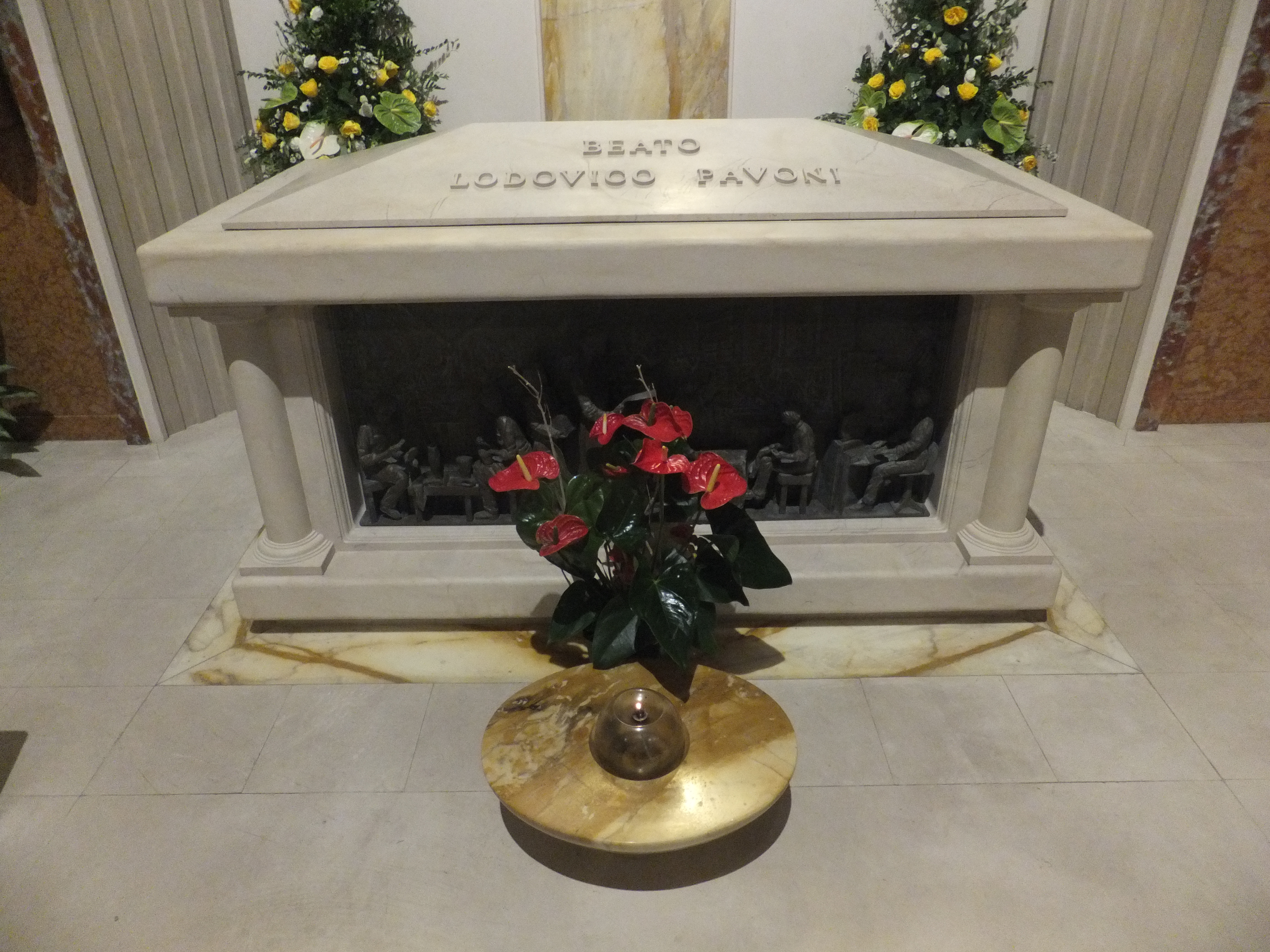
Tombe à Brescia.

La cause pour la béatification et canonisation débute le 12 mars 1919, après l'aval reçu par le pape Benoît XV. Après l'enquête diocésaine, menée par le diocèse de Brescia, la cause est transmise à Rome. Ses vertus héroïques sont reconnues le 5 juin 1947 par le pape Pie XII, qui lui attribue ainsi le titre de vénérable.
Après la reconnaissance d'un premier miracle, Ludovic Pavoni est béatifié par le pape Jean-Paul II, place Saint-Pierre de Rome, le 14 avril 2002. Un second miracle étant reconnu comme authentique, le pape François procède à sa canonisation le 16 octobre 2016, le déclarant ainsi saint.
Mémoire liturgique fixée au 1er avril.